# 頭脳流出
頭脳流出（ずのうりゅうしゅつ、英語: brain drain、Human capital flight）とは、高度な知識・技術を有した人材が、多数、流出してしまう現象を指す。原因としては、国と個人の両面が考えられる。国の観点では、就業機会の不足、政情不安、不景気、健康問題などの問題を抱えた国から、高所得の機会が多く、政治的な安定と自由があり、生活水準の高い国への流出が考えられる。個人の観点では、外国に親戚がいるなど家庭上の影響や、冒険、キャリアアップを望むなど個人の志向が考えられる。
頭脳流出は、母国で受けた教育や訓練の価値が外に出てしまうことから、通常、経済的な損失とみなされ、その国における高度人材の不足につながる。この逆の概念としては、頭脳獲得（英語: brain gain）がある。
頭脳流出はアフリカの旧植民地、カリブ海などの小島嶼開発途上国といった途上国や、技術に対する市場からの報酬が得られなかった旧東ドイツやソビエト連邦などで一般的に見られる。

## 地域による事例

### ヨーロッパ
ヨーロッパでは、高度技術者の西ヨーロッパからアメリカ合衆国への流れと、EU発足と加盟国拡大後の技能労働者の東ヨーロッパ、南東ヨーロッパから西ヨーロッパへの流れが、特に顕著に見られる。EU全体でみると高度技術者は流出超過になっており、アメリカのグリーンカードに似た、高度技術者のEU内での労働・居住を認めるブルーカード政策を導入し、今後20年で他地域から2,000万人を誘致することを目指している。
一方で、若者の高失業率の問題が深刻化するなか、EU域外からの単純労働者の移住規制は強化される傾向にある。
文化産業はハリウッドを中心としてアメリカへの流出が著しく、かつて繁栄を誇ったヨーロッパ映画は衰退をしている。

### アフリカ
控えめに見積もっても、頭脳流出によるアフリカ大陸での損失は、年間15万人の高度人材の流出で、40億ドルに上るとされる。例えば、国際連合開発計画（UNDP）によると、エチオピアでは1980年から1991年の間に75％の技能労働者が失われ、国が貧困から脱出するのが難しくなったとしている。ナイジェリア、ケニア、エチオピアが、最も深刻な影響を受けたとされる。エチオピアの場合は、多くの優秀な医者が輩出されているが、エチオピアにいる医者よりも、シカゴにいるエチオピア出身の医者の方が、数が多い。

### アジア

#### インド
国際連合開発計画（UNDP）によると、インドではコンピューター技術者のアメリカへの移住によって、毎年20億ドルの損失が生じていると推定されている。また、外国に留学するインド人学生によって、毎年10億ドルの国際収支の欠損が生じている。

#### 中国
中華人民共和国でも頭脳流出は深刻化しており、特に2000年代後半から、アメリカ、カナダ、オーストラリアを中心とする西側諸国への移住が増加している。2007年には、中国の移民流出人口は世界最大となった。中国メディアの公式発表によると、年間でアメリカに65,000人、カナダに25,000人、オーストラリアに15,000人の中国人が移住したとされる。その多くは、国の発展を支えるべき中流階層の専門職である。中国は世界で最も深刻な頭脳流出の影響を受けており、外国の大学に進学した学生のうち10人中7人は本国に帰らないとの調査結果がある。
20世紀初頭から、先進的な技術と知識を学ぶため、留学生が外国に送られ、本国を侵略と貧困から守るために帰還することが期待されていた。彼らの多くは本国に戻って生活しているが、外国にとどまることを選んだ者もいる。1950年代から70年代にかけて、中国は文化大革命の政情不安となり、多くの中国人が失望する状況となった。1980年代になって徐々に自由化が進んでも状況は改善せず、外国の方がチャンスが多いことから、多くの中国人が移住を選んだ。さらに、1989年の六四天安門事件の結果、移住者は増加した。経済成長に伴い、中国では子供を外国で学ばせたり働かせられる余裕を持つ家庭が増えた。こうした背景から、現在の中国での頭脳流出が生じている。
今日では、ほとんどの留学生は、外国でよい職を得ると中国に戻らない。豊かな人々は高い生活水準を享受するため、外国に移住し華僑になる傾向にある。統計上でも、中国からの留学生は急増する一方、本国に帰国する割合は年々低下する傾向にある。

#### 日本
日本では英語などヨーロッパ諸語と日本語の言語的距離が遠いため、日本の研究者が認知されない一方で流出を阻止する防壁にもなっている。ただし国内では東京一極集中が激しい。
1990年代にバブル崩壊と日米半導体摩擦の影響で技術者の立場が不安定になり、韓国政府の手引きによる技術者のソウル通いが流行、先端技術が流出した。良い時は1ヵ月に4倍ほどの給料が入ったが、用無しになると解雇されるのも早かった。その後、日本の半導体産業は韓国の後塵を拝することになっていった。
2000年代には、数は少ないながら、理学・農学・工学の博士号を取得した研究者などの高学歴者が、日本に希望する職や仕事環境がないことや、報酬等の評価が低いことなどから、渡米･渡欧するケースが見られた。一方でむしろアメリカ合衆国への留学生が減少したことから、若者のいわゆる内向き志向が、日本国政府や企業によって、懸念される状況にあった。
2014年にノーベル賞を受賞した中村修二がアメリカ合衆国国籍であったことや、科学部門の予算を大幅増額した中華人民共和国への頭脳流出が相次いで起きるようになったことから、日本での待遇の悪さによる頭脳流出問題が広く注目を集めた。2021年には眞鍋淑郎がアメリカ国籍でノーベル賞を受賞している。

## 対策
有能な人材は、国家の発展にとって重要であり、多くの世界級の科学者、技術者がいる国は、そうでない国よりも発展する。高度な教育を受けた移民や学生が、本国に戻るようにする政策を取ることが重要である。しかし国や地域によって事情が異なるため、万能の処方箋は存在しない。
例えばアフリカ諸国では、医師などの頭脳流出によって、医療制度が深刻な影響を受けており、医療関係者が先進国へ移住することを様々な方法で規制しようとしている。人口が多い中国やインドでは、毎年多くの人材が流出しているにもかかわらず、留学推進など楽観的な政策を示している。